# Mikoyan-Gourevitch Ye-152
 (août 2023).
- Si vous ne connaissez pas le sujet, laissez ce bandeau (vous pouvez alors contacter les auteurs).
- Si vous supprimez le contenu mis en cause (vous pouvez préalablement contacter les auteurs),

argumentez précisément cette suppression dans la page de discussion
(un manque de référence n'est pas un argument ; une recherche réelle de référence doit avoir été effectuée, être formellement documentée).
Le Mikoyan-Gourevitch Ye-152A est un chasseur expérimental biréacteur produit par Mikoyan-Gourevitch vers le début des années 1960. C'est une version élargie du MiG-21[source insuffisante], portant deux réacteurs jumelés Toumanski R-11F et conçue pour porter soit le missile Vympel K-7[source insuffisante], soit le missile K-9 (en). Cet appareil ne sera jamais mis en production.
Le 7 juillet 1962, le colonel Georgy Konstantinovich Mosolov, héros de l’Union soviétique, a piloté le Ye-152-1 à une vitesse moyenne dans les deux sens de 2 681 km/h, établissant un record du monde de vitesse de la Fédération Aéronautique Internationale (FAI) sur un parcours rectiligne de 15/25 kilomètres.[source insuffisante]
Cet avion a établi deux autres records du monde FAI. Le pilote d’essai Alexander Vasilievich Fedotov a volé à 2 401 km/h sur un parcours de 100 kilomètres, le 10 octobre 1961 ; le 11 septembre 1962, Piotr Maksimovitch Ostapenko établit un record du monde d’altitude en vol horizontal de 22 670 mètres.[source insuffisante]